# Ernesto Bonato

Ernesto Bonato (São Paulo, 22 de fevereiro de 1968) é um artista visual, pintor, fotógrafo, xilógrafo, curador e professor.
Com  obras já expostas em acervos e exposições de todo o mundo, é uma referência contemporânea entre os xilogravuristas e retratistas brasileiros.

## Biografia
Graduou-se em artes plásticas em 1992 e concluiu mestrado em poéticas visuais em 2000 pela Escola de Comunicações e Artes da Universidade de São Paulo. Entre 1991 e 1994, atuou no Atelier Experimental de Gravura Francesc Domingo do MAC/USP e no Museu Lasar Segall. Trabalhou como professor no Masp até 1997. Em 1998 e 1999, foi professor de xilogravura no Atelier de Gravura do Museu Lasar Segall e, durante 20 anos, integrou o Atelier Piratininga.
Tem obras nos acervos do Instituto Itaú Cultural, Museu de Arte Moderna de São Paulo, Funarte/RJ, Museu de Arte Contemporânea do Paraná, Museu de Arte de Ribeirão Preto, Museu de Arte Brasileira da Faap, Museu da Gravura (Curitiba-PR), Museu Nacional del Grabado (Argentina), Prefeitura Municipal de Santo André (SP) e Society of Northern-Alberta Print Artists (Canadá).
Já apresentou em exposições individuais e coletivas por todo o Brasil, em museus e espaços artísticos como MAC-USP, Unicamp, MACC, Sesc Copacabana, Sesc Pompéia, Galeria B_arco;  além de Canadá, Porto Rico, Cuba, Argentina, países do Leste Europeu, Noruega, Espanha e Alemanha.

## Prêmios
Em 2014, na III Bienal Internacional de Gravura Livio Abramo, Araraquara, SP recebeu Prêmio do Juri;
Em 2007, recebeu o Prêmio de aquisição na IV Bienal de Gravura de Santo André, Vila de Paranapiacaba.
Em 1998, teve Menção Especial do Juri no II Salão Sesc de Gravura na Galeria Sesc Copacabana, no Rio de Janeiro. 
Em 1995, recebeu o Prêmio de aquisição no XXIII Salão de Arte Contemporânea de Santo André e Menção Honrosa no Norwergian International Print  Triennal, Noruega. 
Em 1994, recebeu Prêmio Unesco no 14º Salão Nacional de Artes Plásticas.
Em  1993 recebeu o Prêmio Cidade de Ribeirão Preto no XVIII SARP, além do Prêmio Museu de Arte Contemporânea no 50º Salão Paranaense e do Prêmio Cidade de Curitiba, na X Mostra de Gravura da Cidade de Curitiba.

## Estilos e técnicas
A obra de Ernesto Bonato tem início por seus desenhos, que mais tarde ganham materialidade com as gravuras em madeira (xilogravuras) e metal. Bastante marcante também em sua obra são as pinturas de retratos, modalidade que começou a ser explorada em 2009, primeiramente com óleo sobre madeira e guache sobre papel e, posteriormente, em óleo sobre tela.